# Coldrain
Coldrain (コールドレイン) je japanski metalcore sastav, osnovan 2007.

## Članovi sastava
- Masato David Hayakawa (Masato) – vokal
- Ryo Yokochi (Y.K.C) – solo gitara
- Kazuya Sugiyama (Sugi) – ritam gitara, prateći vokal
- Ryo Shimizu (RxYxO) – bas-gitara, prateći vokal
- Katsuma Minatani (Katsuma) - bubnjevi

- Masato
- Y.K.C
- Sugi
- RxYxO
- Katsuma

## Diskografija

### Studijski albumi
- Final Destination (2009)
- Nothing Lasts Forever (2010) - EP
- The Enemy Inside (2011)
- Through Clarity (2012) - EP
- The Revelation (2013)
- Until the End (2014) - EP
- Vena (2015)

### Live Albumi
- Evolve (2014)

### Singlovi
- Fiction (2008)
- 8AM (2009)
- Vena II (2016)

### DVD
- Three Days of Adrenaline (2011)

## Vanjske poveznice
- Službena stranica